# Tierarzneimittel
Tierarzneimittel sind Stoffe oder Stoffzusammensetzungen, die zur Heilung oder zur Verhütung von Tierkrankheiten bestimmt sind bzw. einem Tier verabreicht oder am Tier angewendet werden können, um entweder die tierischen Körperfunktionen wiederherzustellen oder zu beeinflussen oder aber um eine medizinische Diagnose zu erstellen.
Das Tierarzneimittelrecht wird EU-weit seit dem 28. Januar 2022 durch die Verordnung (EU) 2019/6 über Tierarzneimittel geregelt, welche die Richtlinie 2001/82/EG (Gemeinschaftskodex für Tierarzneimittel) und zuvor geltende nationale Regelungen ablöste. Bestimmte Tierarzneimittel können nur mittels des zentralisierten Zulassungsverfahrens zugelassen werden.

## Wirtschaftliche Bedeutung
Mit Tierarzneimitteln wurden 2014 in Deutschland 771 Mio. Euro und weltweit 23,9 Milliarden US-Dollar umgesetzt. Von den weltweiten Umsätzen entfielen 2008 um die 59 % auf die Behandlung der Nutztiere Rind (27 %), Schwein (16 %), Geflügel (11 %) und Schaf (5 %).

## Typische Tierarzneimittel
Typische Tierarzneimittel, die auch einen großen Teil am Gesamtumsatz der Tierarzneimittel ausmachen, sind:
- Antiparasitika: Arzneimittel gegen oder zur Vorbeugung vor Infektionen mit Ektoparasiten (Milben, Zecken, Läuse, Haarlinge, Maden, Fliegen) und Endoparasiten (Würmer, Protozoen)
- Antiinfektiva: Arzneimittel gegen durch Bakterien oder Viren verursachten Infektionskrankheiten
- Immunologische Tierarzneimittel (sogenannte „Biologika“):[3] Impfstoffe, Sera und Immunmodulatoren, die unter Verwendung von Krankheitserregern bzw. deren Stoffwechselprodukten oder auf biotechnischem Weg hergestellt werden

Zu den Tierarzneimitteln gehören auch Mittel zur Euthanasie.

## Rechtliche Regelungen
Die rechtlichen Regelungen für Tierarzneimittel gleichen insbesondere in Bezug auf die Arzneimittelherstellung und Arzneimittelzulassung, aber auch in der Abgrenzung zu anderen Produkten (Mittel zur Ernährung (Lebensmittel/Futtermittel), Medizinprodukte, Körperpflegemittel) weitgehend denen für die Humanarzneimittel, die auf europäischer Ebene ebenfalls durch einen Gemeinschaftskodex harmonisiert sind. Bestimmte Tierarzneimittel können nur von der Europäischen Kommission im zentralisierte Verfahren auf der Grundlage der Verordnung (EG) Nr. 726/2004 zugelassen werden, für manche kann das zentralisierte Zulassungsverfahren fakultativ gewählt werden.
In Deutschland wurden die Herstellung und der Verkehr der Tierarzneimittel bis zum Inkrafttreten des neuen Tierarzneimittelrechts im Arzneimittelgesetz geregelt; es enthielt zusätzlich im – inzwischen gestrichenen – 9. Abschnitt Sondervorschriften für Arzneimittel, die bei Tieren angewendet werden. In Österreich sind die entsprechenden Gesetze das österreichische Arzneimittelgesetz und das Tierarzneimittelkontrollgesetz (TAKG). Diese und in anderen EU-Ländern bestehenden nationalen Rechtsvorschriften wurden am 28. Januar 2022 unmittelbar geltend durch die Verordnung (EU) 2019/6 über Tierarzneimittel abgelöst. In Deutschland wird die EU-Verordnung vom neuen Tierarzneimittelgesetz (TAMG) flankiert, welches auf nationaler Ebene die Inhalte regelt, die nicht durch die VO (EU) 2019/06 ohnehin unmittelbar gelten. Ausgenommen sind Tierarzneimittel, die unter Verwendung von Krankheitserregern oder auf biotechnischem Wege hergestellt werden und zur Verhütung, Erkennung oder Heilung von Tierseuchen bestimmt sind. Dies sind immunologische Tierarzneimittel und In-vitro-Diagnostika, deren Zulassung im Tiergesundheitsgesetz (TierGesG) und in der Verordnung über Sera, Impfstoffe und Antigene nach dem Tierseuchengesetz (Tierimpfstoff-Verordnung) gesetzlich geregelt ist. In der Schweiz behandelt das Heilmittelgesetz gemeinsam die Human- und Tierarzneimittel und enthält außerdem im 7. Abschnitt besondere Bestimmungen für Tierarzneimittel. Hinzu kommen in allen Ländern nachgeordnete Rechtsvorschriften.
Tierarzneimittel können im Namen das Kürzel ad us. vet. tragen, als Abkürzung des lateinischen ad usum veterinarium („zum Gebrauch am Tier“). Sie müssen mit dem Vermerk „Für Tiere“ gekennzeichnet sein. Die Tierarten, für die das Tierarzneimittel bestimmt ist, müssen ebenfalls angegeben werden.
Grundsätzlich darf ein Arzneimittel am Tier nur verwendet werden, wenn es für die jeweilige Tierart und die zu behandelnde Krankheit zugelassen ist; dabei ist es unerheblich, ob es sich um Heim- oder Nutztiere handelt. Ein nur für Hunde zugelassenes Arzneimittel darf beispielsweise nicht beim Rind eingesetzt werden. Auch kann die Anwendung innerhalb einer Tierart weiter eingeschränkt sein, indem die Zulassung etwa nur für Milchkühe oder nur für Kälber gilt.

## Besonderheiten der Tierarzneimittel
Rechtliche Besonderheiten für Tierarzneimittel gründen sich großenteils darauf, dass viele Tiere der Gewinnung von Lebensmitteln dienen. Aus Gründen des Verbraucherschutzes müssen Arzneimittel bei lebensmittelliefernden Tieren besonders umsichtig angewendet werden, bestimmte Arzneistoffe sind gar nicht erst erlaubt.
Als lebensmittelliefernde Tiere gelten:
- Rinder
- Schweine
- Geflügel (nicht aber: Ziervögel, Singvögel, Brieftauben)
- Schafe
- Ziegen
- Equiden
- Kaninchen (außer Kaninchen, die nicht zur Schlachtung vorgesehen sind, „Heimtiere“)
- Wild
- Fische (außer Zierfische)
- Bienen

### Wartezeit
Für solche Arzneimittel, die an lebensmittelliefernden Tieren angewendet werden, ist vor der Lebensmittelgewinnung eine Wartezeit (in der Schweiz heißt es Absetzfrist) einzuhalten.
Gemäß der Tierarzneimittelverordnung (EU) 2019/6 ist die Wartezeit der Zeitraum, der zwischen der letzten Verabreichung des Tierarzneimittels und der Erzeugung von Lebensmitteln von diesem Tier mindestens einzuhalten ist. Der Zeitraum soll sicherstellen, dass solche Lebensmittel keine Rückstände in einer Konzentration enthalten, die für die öffentliche Gesundheit schädlich ist. Festgelegt sind die zulässigen Höchstmengen in der Verordnung (EU) Nr. 37/2010.
Für Arzneimittel, die nicht gemäß der Zulassung bei lebensmittelliefernden Tierarten angewendet werden und somit eine Wartezeit aus der Fachinformation nicht anwendbar ist, gelten die in der Verordnung (EU) 2019/6 vorgegebenen Fristen. Die Kommission kann auch andere Wartezeiten festlegen. Für das Fleisch von Pferden, die mit Mitteln aus einer von der EU-Kommission verabschiedeten speziellen „Positivliste“ behandelt wurden, beträgt die Wartezeit 6 Monate. Für bestimmte homöopathische Arzneimittel ist keine Wartezeit einzuhalten. In der Schweiz gelten gleiche Fristen.

### Rückstandsprüfung
Bei Arzneimitteln für lebensmittelliefernde Tiere ist neben der klinischen Prüfung zusätzlich die Rückstandsprüfung von Bedeutung, d. h. die Messung von eventuellen Arzneimittelrückständen im Tier nach einer Behandlung. Mit den Ergebnissen der Rückstandsprüfung belegt der pharmazeutische Unternehmer, dass die einzuhaltende Wartezeit dafür ausreicht, dass der tierische Organismus den Arzneistoff so weit abbaut und ausscheidet, bis Rückstände des angewendeten Tierarzneimittels höchstens noch in unbedenklichen Spuren und unterhalb der erlaubten Höchstmengen vorhanden sind. Aus in klinischen Prüfungen oder aus in Rückstandsprüfungen eingesetzten Tieren dürfen keine Lebensmittel mehr gewonnen werden.

### Fütterungsarzneimittel
Bei größeren Tierbeständen kann es angebracht sein, anstatt jedes Tier einzeln gleich den gesamten Bestand zu behandeln, wozu die Tierarzneimittel über das Futter verabreicht werden. Zu diesem Zweck gibt es Tierarzneimittel in bereits verfütterungsfertiger Form: die Fütterungsarzneimittel, die aus Arzneimittel-Vormischungen und Mischfuttermitteln hergestellt werden. Fütterungsarzneimittel sind verschreibungspflichtig und dürfen nur aus zugelassenen Vormischungen hergestellt werden. In Deutschland dürfen nur Unternehmen mit entsprechender Herstellungserlaubnis Vormischungen zu Fütterungsarzneimitteln weiterverarbeiten, die Abgabe erfolgt direkt an den Tierhalter. Tierärzte hingegen dürfen Fütterungsarzneimittel nicht abgeben.
In Österreich können darüber hinaus aufgrund der gesetzlichen Grundlage des Tierarzneimittelkontrollgesetzes auch landwirtschaftliche Betriebe zur Herstellung von Fütterungsarzneimitteln für einen konkreten Behandlungsbedarf des eigenen Tierbestands berechtigt sein. Die Herstellung muss der Bezirksverwaltungsbehörde gemeldet werden und unter Anleitung des behandelnden Tierarztes erfolgen.

### Herstellung und Abgabe durch Tierärzte
Tierärzte haben in Deutschland ein Dispensierrecht und dürfen Arzneimittel für die Anwendung der von ihnen behandelten Tiere selber herstellen, lagern und abgeben. Sie müssen für diesen Zweck eine tierärztliche Hausapotheke betreiben, wobei die Vorschriften des Arzneimittelgesetzes und der Verordnung über tierärztliche Hausapotheken (TÄHAV) zu beachten sind. Die Tierarzneimittel beziehen sie in der Regel direkt vom Großhändler oder Hersteller.
Der Tierarzt darf nur für eine konkret notwendige Behandlung die dafür erforderliche Menge des Tierarzneimittels mit genauer Behandlungsanweisung abgeben. Nicht erlaubt ist eine Abgabe von apotheken- oder verschreibungspflichtigen Mitteln zur Bevorratung des Tierhalters für einen eventuellen Bedarf („für alle Fälle“). Noch weitergehende Mengenbeschränkungen gelten für verschreibungspflichtige Tierarzneimittel für lebensmittelliefernde Tiere: Hier darf der Tierarzt höchstens die Menge abgegeben, die für eine Behandlung in den folgenden 31 Tagen (für Antibiotika zur systemischen Anwendung: in den folgenden 7 Tagen) gebraucht werden, es sei denn, die Fachinformation sieht ausdrücklich eine längere Anwendungsdauer vor. Danach kann erst nach erneuter Untersuchung die Behandlung erforderlichenfalls fortgesetzt werden.
Auch in Österreich können Tierärzte für die von ihnen behandelten Tiere Arzneimittel abgeben, es sind die im Tierärztegesetz beschriebenen Voraussetzungen einzuhalten.
Umwidmung
Wenn es für die Behandlung der Krankheit eines Tieres kein zugelassenes Medikament gibt, spricht man von einem Therapienotstand. Dann hat der Tierarzt die Möglichkeit, ein Arzneimittel auszuwählen, das für eine andere Indikation oder andere Tierart zugelassen ist („Umwidmung“). Auch auf Humanarzneimittel kann er gegebenenfalls zurückgreifen. Bei lebensmittelliefernden Tieren dürfen nur solche Arzneistoffe eingesetzt werden, die in Tabelle 1 der Verordnung (EU) Nr. 37/2010 aufgeführt sind, sie müssen durch den Tierarzt selbst oder unter seiner Aufsicht verabreicht werden.

### Arzneimittelanwendung am Pferd
Pferde gelten grundsätzlich als lebensmittelliefernde Tiere. Damit aber Sport- und Freizeitpferde im benötigten Umfang angemessen behandelt werden können und andererseits dennoch eine unbedenkliche Qualität von aus Pferden hergestellten Lebensmitteln gewährleistet ist, bestehen für die Anwendung von Medikamenten bei Pferden Sonderregelungen. Durch einen entsprechenden Eintrag im Pferdepass bestimmt der Pferdebesitzer die Einstufung seines Pferds als lebensmittellieferndes („zur Schlachtung bestimmt“) oder als nicht lebensmittellieferndes Tier („nicht zur Schlachtung bestimmt“). Nur für Pferde, die im Pferdepass ausdrücklich von der Schlachtung ausgenommen sind, ist eine uneingeschränkte, den üblichen Vorschriften für Heimtiere entsprechende Arzneimittelanwendung möglich, wie etwa auch für Hunde und Katzen. Pferde ohne Eintrag im Pferdepass oder ganz ohne Pferdepass dürfen nur mit den für lebensmittelliefernde Tiere zugelassenen Arzneimitteln behandelt werden. Pferde, die einen Eintrag als Schlachttier haben, können zusätzlich zu den für lebensmittelliefernde Tiere zugelassenen Tierarzneimitteln auch mit weiteren Mitteln behandelt werden, die die EU-Kommission in einer „Positivliste“ gemäß der EU-Verordnung zur Erstellung eines Verzeichnisses von für die Behandlung von Equiden wesentlichen Stoffen  zusammengestellt hat. Nach der Behandlung mit Mitteln der Positivliste gilt für das Fleisch dieser Tiere eine Wartezeit von mindestens sechs Monaten.

### Immunologische Tierarzneimittel
Die Herstellung, Zulassung, Prüfung und der Verkehr von immunologischen Tierarzneimitteln („Biologika“) wird durch die Tierimpfstoff-Verordnung nach dem Tiergesundheitsgesetz geregelt. Immunologische Tierarzneimittel sind in Deutschland verschreibungspflichtig und dürfen an den Tieren nur durch Tierärzte angewendet werden. Ähnliche Bestimmungen gelten auch in Österreich und der Schweiz.

### Dokumentationspflicht
Am Ende der Abgabekette bestehen gemäß der Tierhalter-Arzneimittelanwendungs- und Nachweisverordnung (THAMNV) umfassende Dokumentationspflichten für nicht frei verkäufliche Tierarzneimittel. Für diese müssen beispielsweise in Deutschland Tierärzte vollumfänglich einen Nachweis über den Erwerb und die Abgabe führen, Apotheken für die verschreibungspflichtigen. Tierhalter von lebensmittelliefernden Tieren haben die Behandlung dieser Tiere und den Erwerb der dazu nötigen Arzneimittel einschließlich Fütterungsarzneimittel zu dokumentieren, etwa in einem Bestandsbuch. Auch Personen, die keine Tierärzte sind, aber Arzneimittel berufs- oder gewerbsmäßig bei Tieren anwenden, müssen deren Erwerb und Verbleib aufzeichnen.

### Heimtiere
Freiverkäufliche Arzneimittel zur Anwendung bei Heimtieren wie Zierfischen, Zier- oder Singvögeln, Brieftauben, Terrarientieren, Kleinnagern, Frettchen oder, sofern sie nicht der Gewinnung von Lebensmitteln dienen, Kaninchen sind in Deutschland, Österreich und Schweiz nicht zulassungspflichtig.

### Entsorgung
Um Gefahren für die Umwelt zu vermeiden, dürfen nicht angewendete oder abgelaufene Tierarzneimittel grundsätzlich nicht in der Kanalisation entsorgt werden. Neben der Entsorgung über den Restmüll, Schadstoffmobile oder Schadstoffsammelstellen bieten manche Apotheken und Tierarztpraxen einen Rückgabeservice an.
Zytostatika müssen Tierkliniken als gefährlichen Abfall in zugelassenen Spezialbehältern entsorgen. Für Reste und Fehlchargen (auch Tabletten) sowie Behältnisse, wie Infusionssysteme mit über 20 ml Restvolumen, gelten die Bestimmungen des Abfallschlüssels 180207*. In der Mitteilung 18 der Bund/Länder-Arbeitsgemeinschaft Abfall (LAGA) sind die für die Veterinärmedizin relevanten Abfallschlüssel mit Hinweisen zu Sammlung und Entsorgung zusammengefasst.

## Arzneiformen
Die meisten der im Bereich der Humanarzneimittel verbreiteten Darreichungsformen findet man auch bei den Tierarzneimitteln. Darüber hinaus gibt es einige spezielle Zubereitungen für Tiere.
- Intraruminale Systeme: Kapseln oder Tabletten für die orale Verabreichung bei Wiederkäuern, die auf die funktionellen Besonderheiten eines Wiederkäuermagens zugeschnitten sind. Sie haben eine besonders lange Verweilzeit im Pansen und geben den Wirkstoff bzw. die Wirkstoffe entweder kontinuierlich oder aber pulsierend über einen bestimmten Zeitraum ab. Sie werden mit einem Applikationsrohr verabreicht.
- Zubereitungen zur intramammären Anwendung: sterile flüssige oder halbfeste Mittel, die durch den Zitzenkanal in die Milchdrüse eingebracht werden.
- Zubereitungen zur intrauterinen Anwendung: flüssige, halbfeste oder feste Mittel, die in die Gebärmutter eingeführt werden, in der Regel entfalten sie ihre Wirkung lokal.

Eine ebenfalls typische Arzneiform für Tierarzneimittel stellen Arzneimittel-Vormischungen dar, die zu Fütterungsarzneimitteln weiter verarbeitet werden. Solche Vormischungen aus Arzneistoff(en) und Trägerstoffen müssen besondere physikalische Eigenschaften aufweisen, damit sie sich leicht verarbeiten und die Wirkstoffe sich gleichmäßig im Fütterungsarzneimittel verteilen lassen. Der Anteil der Vormischung im Fütterungsarzneimittel soll mindestens 0,5 % betragen.

## Arzneimittelversandhandel
Das deutsche Tierarzneimittelgesetz verbietet grundsätzlich den Versandhandel rezeptpflichtiger Tierarzneimittel, sie dürfen nur in der Apotheke oder vom Tierarzt abgegeben werden. Für bestimmte exotische oder seltene Tierarten können allerdings per Rechtsverordnung Ausnahmen geschaffen werden.

## Tierarzneimittelverzeichnisse
Das klassische Verzeichnis der deutschen Tierarzneimittel ist die sogenannte Lila Liste. Für die Tierarzneimittel in der Schweiz unterhält das Institut für Veterinärpharmakologie und -toxikologie in Zürich ein Tierarzneimittelkompendium als Online-Datenbank.

## Umweltrelevanz
Eine Studie des Umweltbundesamtes kam 2004 zu dem Ergebnis, dass auch ordnungsgemäß verabreichte Tierarzneimittel zum Großteil (40 bis 90 Prozent) wieder ausgeschieden werden und in die Gülle gelangen. Flächendeckende Untersuchungen zur Boden-, Grund- und Trinkwasserbelastung durch Tierarzneimittelrückstände existieren bislang zwar noch nicht, doch lokale Projekte weisen regelmäßig Arzneimitteleinträge nach.
In Deutschland wird seit 1998 im Zuge des Zulassungsverfahrens von Arzneimittelwirkstoffen eine Umweltrisikobewertung durch das Umweltbundesamt durchgeführt. Fällt die abschließende Nutzen-Risiko-Bewertung bei Tierarzneimittelwirkstoffen negativ aus, kann die Marktzulassung versagt werden. Als umweltrelevant gelten im Bereich der Tierarzneimittel vor allem Antibiotika und Antiparasitika, deren jährlicher Verbrauch rund 1700 Tonnen in Deutschland beträgt.

### Rechtsnormen
Europäische Union
- Verordnung (EU) 2019/6 des Europäischen Parlaments und des Rates vom 11. Dezember 2018 über Tierarzneimittel und zur Aufhebung der Richtlinie 2001/82/EG (Tierarzneimittelverordnung)
- Verordnung (EG) Nr. 470/2009 über die Schaffung eines Gemeinschaftsverfahrens für die Festsetzung von Höchstmengen für Rückstände pharmakologisch wirksamer Stoffe in Lebensmitteln tierischen Ursprungs, zur Aufhebung der Verordnung (EWG) Nr. 2377/90 des Rates und zur Änderung der Richtlinie 2001/82/EG (Rückstandshöchstmengenverordnung)
- Verordnung (EU) 2019/4 des Europäischen Parlaments und des Rates vom 11. Dezember 2018 über die Herstellung, das Inverkehrbringen und die Verwendung von Arzneifuttermitteln, zur Änderung der Verordnung (EG) Nr. 183/2005 des Europäischen Parlaments und des Rates sowie zur Aufhebung der Richtlinie 90/167/EWG des Rates (Arzneifuttermittelverordnung)
- Verordnung (EG) Nr. 1950/2006 zur Erstellung eines Verzeichnisses von für die Behandlung von Equiden wesentlichen Stoffen

Deutschland
- Tierarzneimittelgesetz (TAMG)
- Tiergesundheitsgesetz (TierGesG)

- Tierimpfstoff-Verordnung (TierImpfStV)
- Verordnung über tierärztliche Hausapotheken (TÄHAV)
- Tierhalter-Arzneimittel-Nachweisverordnung (ANTHV)

Österreich
- Arzneimittelgesetz (AMG)
- Tierarzneimittelkontrollgesetz (TAKG)

Schweiz
- Heilmittelgesetz (HMG)
- Tierarzneimittelverordnung (TAMV)